# Zmięk łęgowy
Zmięk łęgowy (Rhagonycha lignosa) – gatunek chrząszcza z rodziny omomiłkowatych i podrodziny Cantharinae. Zamieszkuje zachód palearktycznej Eurazji.

## Taksonomia
Gatunek ten opisany został po raz pierwszy w 1764 roku przez Ottona Friedricha Müllera pod nazwą Cantharis lignosa.

## Morfologia
Chrząszcz o wydłużonym ciele długości od 5 do 7 mm, u samców szczególnie długim i wąskim. Głowę ma całą czarną, pozbawioną guzka między nasadami czułków, u samca zaopatrzoną w szczególnie duże, wyłupiaste oczy. Barwa czułków jest żółtobrązowa z jaśniejszymi członami podstawowymi. Przedplecze ma zaokrągloną krawędź przednią, niezaostrzone kąty tylne i niewklęsłą krawędź tylną. Jego kolor, podobnie jak tarczki, jest jednolicie czarny. Pokrywy mogą być w całości żółte, częściej jednak mają mniej  lub bardziej rozlegle zaczernione wierzchołki. Odwłok nakrywają w całości. Odnóża są w całości żółte i mają rozdwojone wierzchołki wszystkich pazurków. Genitalia samca mają edeagus zaopatrzony w tarczkę grzbietową.

## Ekologia i występowanie
Owad rozmieszczony na nizinach i wyżynach, rzadszy na pogórzach, a w niższe góry wkraczający tylko dolinami rzecznymi. Zasiedla lasy liściaste i mieszane, zwłaszcza ich skraje, a także polany i pobliskie lasom łąki. Osobniki dorosłe obserwuje się od maja do sierpnia ze szczytem pojawu w czerwcu. Chętnie siadają na kwitnących selerowatych oraz na spodzie liści drzew i krzewów, zwłaszcza buków, młodych dębów i leszczyn. Żerują na pyłku kwiatowym i owadach. Samica składa około 80 jaj. Rozwój zarodkowy trwa 11 dni. Z jaj klują się przedlarwy, które dopiero po 4 lub 5 dniach linieją do właściwego stadium larwalnego. Larwy są drapieżnikami polującymi na drobne bezkręgowce. Przepoczwarczenie ma miejsce w próchniejącym drewnie drze liściastych. 
Gatunek palearktyczny, znany z Irlandii, Wielkiej Brytanii, Francji, Belgii, Luksemburga, Niemiec, Austrii, Włoch, Estonii, Litwy, Polski, Czech, Słowacji, Węgier, Białorusi, Ukrainy, Bośni i Hercegowiny, Serbii, Czarnogóry, Albanii, Rumunii, Bułgarii, Grecji, europejskiej części Rosji i Turcji.